# Pigra
Pigra – miejscowość i gmina we Włoszech, w regionie Lombardia, w prowincji Como.
Według danych na rok 2004 gminę zamieszkiwały 302 osoby, 75,5 os./km².